# بل اومبر (سیشل)
بل اومبر (به لاتین: Bel Ombre) یک منطقهٔ مسکونی در سیشل است که در سیشل واقع شده‌است. بل اومبر ۳٬۹۹۶ نفر جمعیت دارد.